# Pere Riba Madrid
Pere Riba Madrid (Barcellona, 7 aprile 1988) è un ex tennista e allenatore di tennis spagnolo.
I suoi migliori ranking ATP sono stati il 65º posto in singolare nel 2011 e l'81º in doppio nel 2010.

## Carriera

### Giocatore
Insieme a Roberto Bautista Agut ha fatto parte della squadra spagnola che ha vinto la Coppa Davis Junior nel 2004.
In singolare non ha mai superato i quarti di finale nel circuito maggiore e il suo miglior ranking ATP è stata la 65ª posizione mondiale raggiunta il 16 maggio 2011. Il suo risultato più prestigioso sono stati i quarti di finale raggiunti in coppia con Marc López al torneo di doppio del Roland Garros 2010. Ha vinto in carriera sette tornei Challenger in singolare e sei in doppio. Si è ritirato nel 2020.

### Allenatore
Nel 2021 diventa il coach di Zheng Qinwen, che sotto la sua guida riceve nel 2022 il premio WTA per la miglior esordiente, raggiunge la sua prima finale WTA ed entra nella top 30 del ranking mondiale. Nel giugno 2023 i due si separano e Pere Riba entra nel team tecnico di Coco Gauff, per poi uscirne nell'ottobre successivo. A fine anno torna a essere allenatore della Zheng.

## Statistiche

### Singolare

#### Vittorie (13)
| Legenda Tornei minori |
| Challengers (7)       |
| Futures (6)           |

| N.  | Data              | Torneo                                         | Superficie   | Avversario in finale | Punteggio           |
| 1.  | 23 giugno 2007    | Spain F23, Tenerife                            | Cemento      | Komlavi Loglo        | 6–1, 6–4            |
| 2.  | 2 marzo 2008      | Spain F8, Terrasa                              | Terra rossa  | Héctor Ruiz Cadenas  | 6–0, 2–0, ritiro    |
| 3.  | 30 marzo 2008     | Spain F12, Saragozza                           | Terra rossa  | Alexander Flock      | 6–3, 5–7, 6–4       |
| 4.  | 13 settembre 2008 | Copa Sevilla, Siviglia                         | Terra gialla | Enrico Burzi         | 6–1, 6–3            |
| 5.  | 8 febbraio 2009   | Spain F4, Murcia                               | Terra rossa  | Pablo Martín Adalia  | 6–0, 6–4            |
| 6.  | 12 settembre 2009 | Copa Sevilla, Siviglia                         | Terra gialla | Albert Ramos Viñolas | 7–6(2), 6–2         |
| 7.  | 28 marzo 2010     | Open Barletta, Barletta                        | Terra rossa  | Steve Darcis         | 6–3, ritiro         |
| 8.  | 20 giugno 2010    | Bytom Open, Bytom                              | Terra rossa  | Facundo Bagnis       | 6–0, 6–3            |
| 9.  | 21 novembre 2010  | Abierto Internacional Ciudad de Cancun, Cancún | Terra verde  | Carlos Berlocq       | 6–4, 6–0            |
| 10. | 7 luglio 2013     | Internazionali di Tennis dell'Umbria, Todi     | Terra rossa  | Santiago Giraldo     | 7–6(5), 2–6, 7–6(6) |
| 11. | 23 marzo 2014     | Panama Challenger, Panama                      | Terra rossa  | Blaž Rola            | 7–5, 5–7, 6–2       |
| 12. | 6 dicembre 2015   | Turchia F49, Adalia                            | Terra rossa  | Dimităr Kuzmanov     | 6–2, 3–6, 7–6(3)    |
| 13. | 12 marzo 2017     | Croatia F1, Rovigno                            | Terra rossa  | Aleksej Vatutin      | 6–3, 6–0            |

#### Finali perse (24)
| Legenda Tornei minori |
| Challengers (15)      |
| Futures (9)           |

| N.  | Data              | Torneo                                                 | Superficie   | Avversario in finale         | Punteggio            |
| 1.  | 22 maggio 2005    | Spain F8, Balaguer                                     | Terra rossa  | Bartolomé Salvá Vidal        | 5–7, 5–7             |
| 2.  | 21 aprile 2007    | Spain F14, Melilla                                     | Cemento      | Guillermo Alcaide            | 6(4)–7, 3–6          |
| 3.  | 6 maggio 2007     | Spain F16, Vic                                         | Terra rossa  | Pedro Clar Rosselló          | 0–0 ritiro           |
| 4.  | 8 luglio 2007     | Spain F25, Alicante                                    | Terra rossa  | José Antonio Sánchez De Luna | 6–4, 3–6, 5–7        |
| 5.  | 14 luglio 2007    | Spain F26, Elche                                       | Terra rossa  | Tony Holzinger               | 6(4)–7, 4–6          |
| 6.  | 1º settembre 2007 | Spain F33, Oviedo                                      | Terra rossa  | Pablo Santos                 | 3–6, 0–3, ritiro     |
| 7.  | 6 aprile 2008     | Spain F13, Loja                                        | Terra rossa  | Rui Machado                  | 3–6, 6–3, 1–6        |
| 8.  | 27 luglio 2008    | Medjugorje Open, Međugorje                             | Terra rossa  | Iván Navarro                 | 0–6, 2–6             |
| 9.  | 21 febbraio 2009  | Morocco Tennis Tour - Tanger, Tangeri                  | Terra rossa  | Marc López                   | 7–5, 4–6, 6(9)–7     |
| 10. | 6 settembre 2009  | Brașov Challenger, Brașov                              | Terra rossa  | Thiemo De Bakker             | 5–7, 0–6             |
| 11. | 25 ottobre 2009   | Aberto de Florianópolis, Florianópolis                 | Terra rossa  | Guillaume Rufin              | 4–6, 6–3, 3–6        |
| 12. | 11 settembre 2010 | Copa Sevilla, Siviglia                                 | Terra gialla | Albert Ramos Viñolas         | 3–6, 6–3, 5–7        |
| 13. | 19 settembre 2010 | Banja Luka Challenger, Banja Luka                      | Terra rossa  | Marsel İlhan                 | 0–6, 6(4)–7          |
| 14. | 21 agosto 2011    | Concurso Internacional de San Sebastián, San Sebastián | Terra rossa  | Albert Ramos Viñolas         | 1–6, 2–6             |
| 15. | 18 settembre 2011 | Banja Luka Challenger, Banja Luka                      | Terra rossa  | Blaž Kavčič                  | 4–6, 1–6             |
| 16. | 25 marzo 2013     | Croatia F6, Orsera                                     | Terra rossa  | Dominic Thiem                | 6–2, 3–6, 1–3 ritiro |
| 17. | 28 luglio 2013    | Trofeo Bellaveglia, Orbetello                          | Terra rossa  | Filippo Volandri             | 4–6, 6(7)–7          |
| 18. | 22 settembre 2013 | Szczecin Open, Stettino                                | Terra rossa  | Oleksandr Nedovjesov         | 2–6, 5–7             |
| 19. | 13 aprile 2014    | Mersin Cup, Mersina                                    | Terra rossa  | Damir Džumhur                | 6(3)–7, 3–6          |
| 20. | 8 giugno 2014     | Arad Challenger, Arad                                  | Terra rossa  | Damir Džumhur                | 4–6, 6(3)–7          |
| 21. | 22 giugno 2014    | Milano ATP Challenger, Milano                          | Terra rossa  | Albert Ramos Viñolas         | 3–6, 5–7             |
| 22. | 27 settembre 2015 | Sibiu Open, Sibiu                                      | Terra rossa  | Adrian Ungur                 | 4–6, 6–3, 5–7        |
| 23. | 29 maggio 2016    | Internazionali Città di Vicenza, Vicenza               | Terra rossa  | Guido Andreozzi              | 0–6 ret              |
| 24. | 9 dicembre 2017   | Pakistan F2, Islamabad                                 | Terra rossa  | Ivan Nedel'ko                | 3–6, 4–6             |

### Doppio

#### Vittorie (8)
| Legenda Tornei minori |
| Challengers (6)       |
| Futures (2)           |

| N. | Data             | Torneo                                  | Superficie  | Compagno                | Avversari in finale                        | Punteggio           |
| 1. | 22 giugno 2007   | Spain F23, Tenerife                     | Cemento     | Komlavi Loglo           | Pedro Clar Rosselló Ignacio Coll Riudavets | 6–1, 6–4            |
| 2. | 1º marzo 2008    | Spain F8, Terrassa                      | Terra rossa | Gabriel Trujillo Soler  | Marc Fornell Mestres Jordi Marsé Vidri     | 6(6)–7, 6–3, [10–8] |
| 3. | 28 giugno 2009   | Reggio Emilia Challenger, Reggio Emilia | Terra rossa | Miguel Ángel López Jaén | Gianluca Naso Walter Trusendi              | 6–4, 6–4            |
| 4. | 6 settembre 2009 | Brașov Challenger, Brașov               | Terra rossa | Pablo Santos            | Simone Vagnozzi Uros Vico                  | 6–3, 6–2            |
| 5. | 31 gennaio 2010  | Open Floridablanca, Bucaramanga         | Terra rossa | Santiago Ventura        | Marcelo Demoliner Rodrigo Guidolin         | 6–2, 6–2            |
| 6. | 10 ottobre 2010  | Open Tarragona Costa Daurada, Tarragona | Terra rossa | Guillermo Olaso         | Pablo Andújar Gerard Granollers Pujol      | 7–6(2), 4–6, [10–5] |
| 7. | 30 marzo 2014    | Open Barranquilla, Barranquilla         | Terra rossa | Pablo Cuevas            | František Čermák Michail Elgin             | 6–4, 6–3            |
| 8. | 4 settembre 2016 | Curitiba Challenger, Curitiba           | Terra rossa | Rubén Ramírez Hidalgo   | André Ghem Fabrício Neis                   | 6(3)–7, 6–4, [10–7] |

#### Finali perse (6)
| Legenda Tornei minori |
| Challengers (5)       |
| Futures (1)           |

| N. | Data             | Torneo                                    | Superficie  | Compagno             | Avversari in finale               | Punteggio           |
| 1. | 27 luglio 2008   | Medjugorje Open, Međugorje                | Terra rossa | Pablo Santos         | Jan Minar Martin Slanar           | 5–7, 3–6            |
| 2. | 5 luglio 2009    | Sporting Challenger, Torino               | Terra rossa | Santiago Giraldo     | Daniele Bracciali Potito Starace  | 3–6, 4–6            |
| 3. | 25 ottobre 2009  | Aberto de Florianópolis, Florianópolis    | Terra rossa | Daniel Gimeno Traver | Tomasz Bednarek Mateusz Kowalczyk | 1–6, 4–6            |
| 4. | 29 novembre 2009 | Abierto de Puebla, Puebla                 | Cemento     | Guillermo Olaso      | Vasek Pospisil Adil Shamasdin     | 6(6)–7, 0–6         |
| 5. | 16 novembre 2011 | Challenger Ciudad de Guayaquil, Guayaquil | Terra rossa | Jordi Samper Montaña | Máximo González Guido Pella       | 6–2, 6(5)–7, [5–10] |
| 6. | 9 dicembre 2017  | Pakistan F2, Islamabad                    | Terra rossa | Luka Pavlovic        | Aqeel Khan Shahzad Khan           | 6(3)–7, 6(4)–7      |